# 盛宣鸣
盛宣鸣，全称盛宣鸣数字科技（北京）有限公司，是中国大陆的一家游戏相关的公司，于1998年7月成立，2007年倒闭。

## 历史
盛宣鸣原名中青创先软件产业发展有限公司，为丰元信集团下属子公司，1998年7月成立，2006年5月更名为盛宣鸣。
2005年，盛宣鸣和光荣公司签下《信长之野望Online》。
2006年6月1日，光荣公司在横滨总部发布消息，盛宣鸣成为《大航海时代Online》在中国大陆地区的独家代理运营商，全权代理《大航海时代Online》在中国大陆地区的代理运营工作。
2007年6月15日，据一名盛宣鸣已离职员工透露，盛宣鸣公司在此次人事震荡事件中约有70%员工（包括首席运营官刘阳等高层在内）离职。
2007年6月27日，盛宣鸣董事长兼CEO杨峰铭搬走自己电脑后失去踪影。
2007年8月6日，《大航海时代online》服务器无法登陆。8月7日，《大航海时代online》官方网站发布了停服公告。
2007年8月7日，盛宣鸣公司员工发现CEO杨峰铭名下的贵重物品均已经转至他人名下，而公司账上也仅仅余下3000元现金。
2007年8月8日，盛宣鸣代理的《信长之野望Online》在官方首页宣布了停服公告。
随着CEO杨锋铭人间蒸发，盛宣鸣最终倒闭。

## 旗下游戏
- 《信长之野望Online》
- 《大航海时代Online》